# Liste der Präsidentengattinnen von Brasilien
Die Liste der Präsidentengattinnen von Brasilien gibt einen Überblick über alle Gattinnen der als Präsidenten von Brasilien amtierenden Männer. Der portugiesischsprachige Titel lautet Primeira-dama do Brasil („Erste Dame Brasiliens“).
| Primeira-dama                             | Primeira-dama                             | Primeira-dama                             | Zeitraum                              | Präsident                            |
| ----------------------------------------- | ----------------------------------------- | ----------------------------------------- | ------------------------------------- | ------------------------------------ |
| 1                                         |                                           | Mariana da Fonseca                        | 15. November 1889 – 23. November 1891 | Manuel Deodoro da Fonseca            |
| 2                                         |                                           | Josina Peixoto                            | 23. November 1891 – 15. November 1894 | Floriano Peixoto                     |
| 3                                         |                                           | Adelaide de Morais                        | 15. November 1894 – 15. November 1898 | Prudente de Morais                   |
| 4                                         |                                           | Ana Gabriela Campos Sales                 | 15. November 1898 – 15. November 1902 | Manuel Ferraz de Campos Sales        |
| 5                                         |                                           | Catita Alves                              | 15. November 1902 – Oktober 1904      | Francisco de Paula Rodrigues Alves   |
| 5                                         |                                           | Marieta Alves                             | Oktober 1904 – 15. November 1906      | Francisco de Paula Rodrigues Alves   |
| 6                                         |                                           | Guilhermina Pena                          | 15. November 1906 – 14. Juni 1909     | Afonso Augusto Moreira Pena          |
| 7                                         |                                           | Anita Peçanha                             | 14. Juni 1909 – 15. November 1910     | Nilo Peçanha                         |
| 8                                         |                                           | Orsina da Fonseca                         | 15. November 1910 – 30. November 1912 | Hermes Rodrigues da Fonseca          |
| Vakant; der Präsident war Witwer.         | Vakant; der Präsident war Witwer.         | Vakant; der Präsident war Witwer.         | 30. November 1912 – 8. Dezember 1913  | Hermes Rodrigues da Fonseca          |
| 9                                         |                                           | Nair de Tefé                              | 8. Dezember 1913 – 15. November 1914  | Hermes Rodrigues da Fonseca          |
| 10                                        |                                           | Maria Pereira Gomes                       | 15. November 1914 – 15. November 1918 | Venceslau Brás                       |
| 11                                        |                                           | Francisca Ribeiro                         | 15. November 1918 – 28. Juli 1919     | Delfim Moreira da Costa Ribeiro      |
| 12                                        |                                           | Mary Pessoa                               | 28. Juli 1919 – 15. November 1922     | Epitácio Lindolfo da Silva Pessoa    |
| 13                                        |                                           | Clélia Bernardes                          | 15. November 1922 – 15. November 1926 | Artur da Silva Bernardes             |
| 14                                        |                                           | Sophia Pereira de Sousa                   | 15. November 1926 – 24. Oktober 1930  | Washington Luís Pereira de Sousa     |
| Vakant; erste Militärjunta.               | Vakant; erste Militärjunta.               | Vakant; erste Militärjunta.               | 24. Oktober 1930 – 3. November 1930   | Erste militärische Junta             |
| 15                                        |                                           | Darcy Vargas                              | 3. November 1930 – 29. Oktober 1945   | Getúlio Vargas                       |
| 16                                        |                                           | Luzia Linhares                            | 30. Oktober 1945 – 31. Januar 1946    | José Linhares                        |
| 17                                        |                                           | Carmela Dutra                             | 31. Januar 1946 – 9. Oktober 1947     | Eurico Gaspar Dutra                  |
| Vakant; der Präsident war Witwer.         | Vakant; der Präsident war Witwer.         | Vakant; der Präsident war Witwer.         | 9. Oktober 1947 – 31. Januar 1951     | Eurico Gaspar Dutra                  |
| 18                                        |                                           | Darci Vargas                              | 31. Januar 1951 – 24. August 1954     | Getúlio Vargas                       |
| 19                                        |                                           | Jandira Café                              | 24. August 1954 – 8. November 1955    | João Café Filho                      |
| 20                                        |                                           | Graciema da Luz                           | 8. November 1955 – 11. November 1955  | Carlos Coimbra da Luz                |
| 21                                        |                                           | Beatriz Ramos                             | 11. November 1955 – 31. Januar 1956   | Nereu Ramos                          |
| 22                                        |                                           | Sarah Kubitschek                          | 31. Januar 1956 – 31. Januar 1961     | Juscelino Kubitschek                 |
| 23                                        |                                           | Eloá Quadros                              | 31. Januar 1961 – 25. August 1961     | Jânio Quadros                        |
| 24                                        |                                           | Sylvia Mazzilli                           | 25. August 1961 – 7. September 1961   | Pascoal Ranieri Mazzilli             |
| 25                                        |                                           | Maria Thereza Goulart                     | 7. September 1961 – 2. April 1964     | João Goulart                         |
| 26                                        |                                           | Sylvia Mazzilli                           | 2. April 1964 – 15. April 1964        | Pascoal Ranieri Mazzilli             |
| 27                                        |                                           | Antonietta Castelo Branco                 | 15. April 1964 – 15. März 1967        | Humberto Castelo Branco              |
| 28                                        |                                           | Yolanda Costa e Silva                     | 15. März 1967 – 31. August 1969       | Artur da Costa e Silva               |
| Vakant; zweite Militärjunta.              | Vakant; zweite Militärjunta.              | Vakant; zweite Militärjunta.              | 31. August 1969 – 30. Oktober 1969    | Zweite Militärjunta                  |
| 29                                        |                                           | Scylla Médici                             | 30. Oktober 1969 – 15. März 1974      | Emílio Garrastazu Médici             |
| 30                                        |                                           | Lucy Geisel                               | 15. März 1974 – 15. März 1979         | Ernesto Geisel                       |
| 31                                        |                                           | Dulce Figueiredo                          | 15. März 1979 – 15. März 1985         | João Baptista de Oliveira Figueiredo |
| 32                                        |                                           | Marly Sarney                              | 15. März 1985 – 15. März 1990         | José Sarney                          |
| 33                                        |                                           | Rosane Collor                             | 15. März 1990 – 29. Dezember 1992     | Fernando Collor de Mello             |
| Vakant; der Präsident ließ sich scheiden. | Vakant; der Präsident ließ sich scheiden. | Vakant; der Präsident ließ sich scheiden. | 29. Dezember 1992 – 1. Januar 1995    | Itamar Franco                        |
| 34                                        |                                           | Ruth Cardoso                              | 1. Januar 1995 – 1. Januar 2003       | Fernando Henrique Cardoso            |
| 35                                        |                                           | Marisa Letícia                            | 1. Januar 2003 – 1. Januar 2011       | Luiz Inácio Lula da Silva            |
| Vakant; die Präsidentin war geschieden.   | Vakant; die Präsidentin war geschieden.   | Vakant; die Präsidentin war geschieden.   | 1. Januar 2011 – 31. August 2016      | Dilma Rousseff                       |
| 36                                        |                                           | Marcela Temer                             | 31. August 2016 – 1. Januar 2019      | Michel Temer                         |
| 37                                        |                                           | Michelle Bolsonaro                        | 1. Januar 2019 – 1. Januar 2023       | Jair Bolsonaro                       |
| 38                                        |                                           | Rosangela Silva                           | seit 1. Januar 2023                   | Luiz Inácio Lula da Silva            |